# 過去にJリーグ加盟を目指していたクラブ
過去にJリーグ加盟を目指していたクラブ（かこにジェイリーグかめいをめざしていたクラブ）は、かつてJリーグ加盟を公式に標榜したクラブの中で、その計画が撤回・失敗・破綻のいずれかに至ったクラブの一覧である。現在進行形で目指しているチームは「Jリーグ加盟を目指すクラブ」を参照。

## 一覧

### 北海道
帯広FC（北海道帯広市）
1989年、よつ葉乳業サッカー部をクラブ化、数回の改名を経て1995年に「帯広FC」となる。2005年に帯広地区リーグに降格すると主力選手の大半がルードボーイズ（北海道十勝スカイアースの前身）に移籍する。それによりクラブの存在意義を失い、2006年からトップチームは活動を休止、現在はジュニアやジュニアユースなど下部組織の育成のみを行っている。

### 東北
アステール青森FC（青森県五戸町）
1997年、青森スポーツクラブが「五戸町役場サッカークラブ」を母体に結成したチーム。青森では、2002 FIFAワールドカップの試合会場の誘致活動が展開されており、その“青森会場”として青森市郊外に建設が計画されていた青森県営サッカースタジアムを本拠地とすることを前提としたJリーグ参入構想が立てられた。しかし、ワールドカップ会場から青森が落選したことで、県営サッカースタジアム構想は白紙化され、Jリーグ参加構想は事実上頓挫した。その後、数年の間に弱小化していき、最後のシーズンである2006年は、全選手14人でシーズンを戦い、同年を最後に解散した。
FC秋田カンビアーレ（秋田県秋田市）
2009年2月28日、スポーツ振興による地域活性化を謳い、2012年までのJFL昇格、2016年のJ2参入を目指すことを表明。しかし2010年、JFLのブラウブリッツ秋田と提携し、当時の同クラブの運営法人名に合わせた「秋田FCカンビアーレ」に改称。事実上Jリーグ入りを断念した。当初はJリーグ入りを目指す同クラブのアマチュアチームとなる構想もあったが、同年中に移籍に関する規定が改定されたこともあってアマチュアチームとしては機能せず、目立った取り組みとしては運営法人間で多少の人事交流を行った程度であった。2013年にはブラウブリッツの運営法人名が改称されたため、クラブ名の意味合いも薄れている。
アンソメット岩手・八幡平（岩手県八幡平市）
2009年、FCガンジュ岩手を支援していたいこいの村岩手によってJリーグ参入を目指し設立。2012年、「アンソメット岩手」に改称するも同年をもって解散。2013年に一部選手を中心として新クラブ「八幡平トーレゾール」が設立されたが、2017年にFCガンジュ岩手と統合した。
ビアンコーネ福島（福島県郡山市）
1998年に福島県立郡山北工業高等学校サッカー部OBを中心に結成されたアマチュアチーム「ノーザンピークス郡山」が前身。2008年にクラブ運営をしていた株式会社郡山フットボールクラブが経営破綻、チームは福島県立郡山北工業高等学校OB中心のアマチュアクラブに戻った。
バリエンテ郡山（福島県郡山市）
ジョージ・ウェアを総監督に迎え2008年1月結成。しかし、同年8月に運営会社役員と所属選手が不祥事を起こし逮捕されたことによりクラブ代表が辞任。同シーズン限りで運営会社のバリエンテスポーツ郡山が解散となる。公式ウェブサイトは2009年2月を最後に更新を停止し新サイトに移行（旧サイト上での告知は一切なされなかった）、新しい公式ウェブサイトにJリーグ関連の文面はなく、ウェアの名前も消えた。2010年福島県1部リーグ昇格を期に「シャンオーレ郡山FC」と改称した。同時に2008年までの公式サイトは閉鎖されシャンオーレとしての公式サイトがオープンした。
福島FC（福島県郡山市）
1951年創立の「福島教員団」を前身とし1982年に「福島FC」に改称。1994年度の全国地域リーグ決勝大会で2位になりJFL昇格。1996年から監督に永井良和を迎えブラジル人選手を補強するなど本格的にプロ化。1997年にJ2への参加申請も行ったが、スタジアム整備や財政支援の目途が立たなかったことから経営が悪化。この年の11月にチームは解散を決めJFLも退会した。1996年、プロ化以前に福島FCに所属していたアマチュア選手を中心に「FCプリメーロ」が結成され東北社会人サッカーリーグにて活動中。
アビラーション（福島県いわき市）
2003年、特定非営利活動法人（NPO法人）いわきクラブにより設立。将来のJリーグ参入を目指したが2010年以降成績は低迷し、2015年を最後にトップチームの活動を停止。以降はジュニア・ジュニアユースチームのみで活動を継続している。

### 関東
ワールドブリッツ小山 （栃木県小山市）
1996年、小山市をホームタウンとした市民球団の構想を掲げてJリーグ入りを目指し発足したが、メインスポンサーとトラブルが発生し、行政の支援も得られずに1998年にプロ化を断念。その後本拠地を宇都宮市に移し「ワールドSC」として活動したが1999年には栃木県1部リーグで最下位となり解散。
アルテ高崎（群馬県高崎市）
2004年、「群馬FCホリコシ」時代にJFLに昇格。2005年にJリーグ参加を申請したが、必要書類が不十分という理由で却下。2006年に「アルテ高崎」にクラブ名を変更。だが、群馬県やホームタウンの高崎市、群馬県内の主要サッカー団体などは、すでにJリーグに参加しているザスパ草津の支援に携わっており、アルテへの支援は事実上得られないなど、地元の行政・サッカー界とアルテ経営陣の乖離が縮まることは無かった。その後、運営母体の堀越学園や同学園が運営する創造学園大学の経営難と混乱や不祥事の影響を受け、身売りを模索するも話はまとまらず、2012年1月にJFLを退会し、クラブも消滅した。
早稲田ユナイテッド（東京都西東京市）
2007年、早稲田大学の関連法人である特定非営利活動法人WASEDA CLUBのサッカー部門のトップチームとして設立。将来的なJ参入を掲げていたが、2019年2月にトップチームを早稲田大学ア式蹴球部を主体とした運営体制に変更し、「早稲田大学ア式蹴球部FC」に改称した。下部組織は活動を継続している。
tonan前橋（群馬県前橋市）
1982年設立。関東リーグ1部時代の2013年にJリーグ準加盟クラブに認定されJ3リーグ参入を目指したが、スタジアム要件未充足によりライセンスが不交付。その後、関東リーグ2部に降格するなど成績面でも低迷を続け、JリーグにJリーグ百年構想クラブからの脱退を申請、受理・承認された。
東京武蔵野シティFC（東京都武蔵野市）/ 東京武蔵野ユナイテッドFC（東京都武蔵野市、文京区）
1939年創設の「横河電機サッカー部」が起源。2003年にクラブチーム化され「横河武蔵野フットボールクラブ」（横河武蔵野FC）になった。長らくノンプロリーグの最高峰である日本フットボールリーグ（JFL）で活動してきたが、2015年にJリーグ加盟を目指す方針を表明、同年にはJリーグ準加盟クラブに認定されJ3リーグ参入を目指し、2016年1月1日に「東京武蔵野シティFC」に改称した。しかし2020年7月、JリーグにJリーグ百年構想クラブからの脱退を申請、受理・承認された。脱退の理由としては、「地域に根ざし社会に貢献するサッカークラブという原点に立ち返り、今後の運営を安定的に継続していくためには 現状の経営体制を一新すべきと判断し、アマチュアクラブとしてスポーツの活動を通してより地域社会へ貢献して いくという同じ理念をもった一般社団法人横河武蔵野スポーツクラブに事業移管する事を決断したため」と発表されている。2021年より「東京ユナイテッドFC」の運営法人と提携し新運営法人「株式会社東京武蔵野ユナイテッドスポーツクラブ」を設立、「東京武蔵野ユナイテッドFC」としてJリーグ加盟を目指すこととなった。しかし2023年に提携を解消し、クラブの運営は横河武蔵野スポーツクラブへ移管、新サイトではJリーグに関する文言は掲げられていない。一方、事実上のセカンドチームとなっていた「東京ユナイテッドFC」は再び将来のJリーグ加盟を目標として単独で活動することとなった。

### 東海
FCイースタン04（静岡県沼津市・富士市）
2003年に休部したジヤトコサッカー部のサポーターが中心になって立ち上げたサッカークラブ。Jリーグ入りも視野に活動を始めたが、1年で活動を休止した。
静岡FC（静岡県静岡市）
2001年、NPO法人「静岡市にJリーグチームを作る会」によって設立したが、2010年1月に静岡県リーグ1部の藤枝MYFCに吸収合併された。登録上は静岡FCが存続チームとなり、2011年までは「shizuoka.藤枝MYFC」として活動。
浜松F.C（静岡県浜松市）
1992年と1997年の2度、本田技研工業フットボールクラブを母体に、ホームタウンを浜松市としてJリーグ参入を目指したが、浜松市の行政や市民の賛同を得られず、2度とも断念した。チームは社会人サッカークラブ（実業団）として存続、現在も「Honda FC」の名称で日本フットボールリーグ（JFL）に所属している。
コスモ石油四日市FC（三重県四日市市）
1996年、将来のJリーグ参戦を表明したが、地元四日市市が難色を示しスタジアム整備も拒否した為、同年末に解散した。

### 北信越
ヴァリエンテ富山（富山県富山市・射水市）
前身は1971年創設の「西友クラブ」。2005年にメインスポンサーであるモデル事務所アトラスプロモーションがチーム運営を引き継ぎ法人化、Jリーグ参入を標榜して活動する。しかし、2007年、アトラスプロモーションとのスポンサー契約を解消、シーズン終了後に富山県社会人連盟へのチーム登録料の納付の遅延が発覚し、2008年の全国社会人サッカー選手権大会富山県大会と天皇杯全日本サッカー選手権の予選となる富山県サッカー選手権大会の参加を辞退を余儀なくされる。その後、カターレ富山のJリーグ参入もあり、2009年シーズンよりアマチュアチームとして再スタートしている。
フェルヴォローザ石川・白山FC（石川県野々市市）
白山市を拠点に活動していた。2007年経営危機に陥り、2009年に運営が市外の企業へ譲渡され「ゴールズFC」に改称した。更に2011年のシーズン開幕直前、クラブ運営が学校法人北陸大学への移管が発表され、名称を「FC北陸」に変更。チーム編成も北陸大学生主体の学生・社会人の混成チームとなり、社会人クラブチームとしての活動を終えた。
サウルコス福井（福井県福井市）
2006年、NPO法人「福井にJリーグチームをつくる会」により「金津FC」を母体として創設。経営難により2018年をもって解散、運営は新たに設立された福井ユナイテッドFCに引き継がれた。

### 関西
'レイジェンド滋賀FC'（滋賀県守山市）
2005年4月に滋賀県からJリーグ入りを目指して発足した。2010年に「東洋実業」（東レ滋賀工場直属のグループ会社）がスポンサーとなり 事実上の企業チーム「TOJITSU滋賀FC」に。2011年12月「レイジェンド滋賀FC」2015年に当時JFLのMIOびわこ滋賀と統合する予定だったが断念して独自にJリーグ加盟を目指す方針に。 2025年1月24日VELAGO生駒へのチーム移管し2024年シーズンを以って幕を下ろす事となった。
SHIGA CITY FC（滋賀県大津市）
1992年「マッチーズFC」として設立。2017年に「滋賀ユナイテッド」が当時プロ野球独立リーグ・BCリーグ所属の「滋賀ユナイテッドベースボールクラブ」（のちの滋賀GOブラックス）と並行して運営する「滋賀ユナイテッドFC」と合併して、「滋賀ユナイテッドMFC」となり、Jリーグを目指すことを表明。2019年に解散話が浮上したことからサッカー部門が独立し、クラブ名が「SHIGA CITY FC」となる。しかし、2021年2月をもってトップチームは解散となった。
テクノネット大阪（大阪府大阪市）
1997年JFL昇格を目標に大阪市で設立。2006年Jリーグ参加を目指すべく拠点を東大阪市に移転しクラブ名を「ディスポルト大阪」に変更するが、当時東大阪市がJリーグ参入に消極的だったため翌年「FCグラスポkashiwara」にクラブ名を変更して柏原市に移転。2009年NPO法人堺スポーツクラブを設立、堺市に移転し「FC堺」として「堺」×「J」プロジェクト始動と公式ウェブサイトに大々的に掲載する。だが、この年の暮れ、NPO法人堺スポーツクラブはそのままに拠点を大阪市に戻し、クラブ名も「テクノネット大阪」に戻した。現在は、当初の目標であるJFL昇格を念頭にJリーグ参入の夢は一旦置いている。

### 中国
FC神楽しまね（島根県松江市）
公式サイトに「2024年のJ3参入を目指しチームの総力を挙げて挑みます。」と記載。しかし、会費滞納や財政的な問題などから、2023年度のJFLへの参加が認められず。成績案件以外での退会処分であるため、地域リーグ（中国社会人サッカーリーグ）への降格も認められず島根県社会人サッカーリーグ1部以下への降格となるはずだったが、運営会社の自己破産により2023年3月に解散となった。ただしアカデミーは「松江シティーFC」の名称で、受け皿のチームを編成し活動を続けている。

### 四国
アイゴッソ高知（高知市を中心とした高知県全域）
高知ユナイテッドSCとして発展解消。
高知UトラスターFC（高知県高知市）
高知ユナイテッドSCとして発展解消。登録上はKUFC南国に引き継がれる。

### 九州・沖縄
鳥栖フューチャーズ（佐賀県鳥栖市）
浜松市を本拠地としていたPJMフューチャーズが1993年9月にJリーグ準会員を申請。1994年2月には鳥栖市に運営会社(佐賀スポーツクラブ)が設立され、3月には1995年からの鳥栖市移転が承認され、同年8月には準会員申請も承認された。1996年11月、メインスポンサーのPJMジャパンが撤退すると、12億円の累積赤字を抱えて経営難に陥った運営会社は1997年1月臨時株主総会を開いて解散を決議。Jリーグ準会員も取消された。Jリーグの2部制導入前のJリーグ準会員制度において、Jリーグ準会員として活動しながらJリーグに昇格を果たせなかった唯一の事例。
ブレイズ熊本（熊本県熊本市）
1994年、「東亜建設工業サッカー部」を母体としてJリーグ参入を表明。2002年、母体企業の業績不振とチームの弱体化によってトップチーム解散。ジュニアユース以下のみ、企業の経営を離れNPO法人として存続している。
プロフェソール宮崎FC（宮崎県宮崎市）
1999年、「宮崎県教員団サッカー部」を「プロフェソール宮崎FC」としてクラブチーム化。2001年の地域リーグ決勝で準優勝し、2002年に日本フットボールリーグに昇格。最下位で2003年より九州リーグへ。2003年からはクラブ名を「サン宮崎FC」に変更。2005年に九州リーグで最下位、2006年に宮崎県リーグに降格。2007年に「エストレーラ宮崎FC」へ名称を変更。2010年3月をもって解散、チームの県リーグ参戦権は宮崎産業経営大学FCに引き継がれた。その後同チームはJリーグ加盟を目指して設立されたJ.FC MIYAZAKI（現：ヴェロスクロノス都農）の母体となっている（いずれもエストレーラとの直接的な繋がりはなく、天皇杯の出場回数も引き継がれていない）。
ヴォルカ鹿児島（鹿児島県鹿児島市）
鹿児島ユナイテッドFCとして発展解消、登録上は鹿児島ユナイテッドFCセカンドとなり2016年に解散。
FC KAGOSHIMA（鹿児島市を中心とする鹿児島県全県）
鹿児島ユナイテッドFCとして発展解消
沖縄かりゆしFC（沖縄県那覇市）
沖縄独自資本のホテルグループ「かりゆしホテルグループ」のサッカー部が前身。2001年、将来のJリーグ参加を掲げて法人化され、ラモス瑠偉をテクニカルアドバイザーとして招聘するなど華々しい強化戦略で注目を集めるが、翌年運営母体のオーナーが方向性の違いという理由でラモスとの契約を解除。すると、当時所属していた選手が集団退団し、これら選手たちの多くは沖縄に留まりFC琉球を結成、競合関係となり、程なく沖縄県内の地元サッカー界の支援はまだ小規模ながらもFC琉球に比重が置かれたものになってゆく。かりゆしFCはその後も2004年にもかりゆしホテルグループのスポンサー撤退騒動で所属選手が全員退団しクラブは空中分解するなどチーム運営は迷走と規模縮小を続ける。晩年は力を盛り返し2年連続九州サッカーリーグを優勝するも2009年末、遠征費が捻出できないなど資金難を理由に解散を表明した。解散後、選手の一部はFC琉球に入団。